# Col de Saales
Der Col de Saales (dt.: Saalpaß) ist ein 554 m hoher Pass in den Vogesen.

## Lage
Der Col de Saales verbindet das Tal der Bruche im Nordosten mit dem der Fave im Südwesten. Auf der Nordostseite liegt unmittelbar unterhalb der Passhöhe die Ortschaft Saales, die dem Pass den Namen gab.
Aufgrund seiner relativ geringen Höhe, die ihm fast den Charakter einer Talwasserscheide verleiht (er ist der niedrigste Übergang über den Hauptkamm der Vogesen südlich der Zaberner Steige) ist der Col de Saales ein vielgenutzter Verkehrsweg. Über ihn führt die D420 von Straßburg über Molsheim und Schirmeck nach Saint-Dié-des-Vosges ebenso wie die auf derselben Verbindung verlaufende Bahnstrecke.
Der Col de Saales gilt auch als die Grenze, an der der Vogesenkamm von den Nordvogesen in die Mittelvogesen übergeht. 
Über den Col de Saales verlief von 1871 bis 1918 (solange das Elsass zu Deutschland gehörte) die Grenze zwischen Frankreich und Deutschland sowie danach die Grenze zwischen den französischen Regionen Elsass und Lothringen, bis diese 2016 zur Region Grand Est vereinigt wurden.